# Foreverヤング
Foreverヤング（ふぉーえばーやんぐ）は、2000年（平成12年）4月2日からエフエム秋田で放送されているラジオ番組。

## 概要
コンセプトは、「オヤジのオヤジによるオヤジのためのラジオプログラム」。パーソナリティが選んだ懐かしい曲と、リスナーから寄せられたテーマにまつわるメッセージを紹介する。

## 番組の流れ
- オープニング
  - ラジオチューニングの音と共にチューリップ「心の旅」、堀内孝雄「君のひとみは10000ボルト」、松山千春「季節の中で」、かぐや姫「妹」、風「ささやかなこの人生」の一部分が流れ、「さぁ、それじゃラジオの前のみんな、行ってみようかな、フォーエバーヤング」とのコメントが流れたあと、数分ほどフリートークを行う。その際、最近では石垣が「秋田県民、○○万and radikoでお聞きの全国のみなさん、お待ちかね、フォーエバーヤング」と言った後、音を鳴らすのが恒例となっている。
- エンディング
  - 石垣が、「それでは皆さん、バイナラ〜」と締め、番組が終了する。

## パーソナリティ
現在の出演者
- 石垣政和[1]（2000年4月2日 - ）
- 樋口暁子[2]（2011年4月 - ）

過去の出演者
- 今野節子（2000年4月2日 - 2002年5月）
- 長谷川真弓（2002年5月 - 2011年3月）

## 放送時間
毎週月曜 18:00 - 18:55（基本的に生放送であるが、録音放送もある）

## コーナー

### 現在のコーナー
マンスリーソング
番組イチ押しの曲を1ヶ月単位でヘヴィー・ローテーション。
ピックアップアーティスト
時代を超え、今聞いても色褪せないアーティストをピックアップ。
武藤さんとの歌コーナー
毎月、JAの男性職員である武藤さんが、果物を持ってスタジオに来訪。
その際、石垣とともに替え歌を披露する。

### 過去のコーナー
ジェット・アイスクリーム
昔懐かしい洋楽を流していた。
德永ファン必聴!
德永英明を特集するコーナーが組まれたその際、德永自身が毎週番組宛てにメッセージを送っていた。
嗚呼、麗しの歌謡曲
青春のあの頃ヒットした懐かしい楽曲を流していた。